# Droogmansia longirhachis
Droogmansia longirhachis là một loài thực vật có hoa trong họ Đậu. Loài này được B.G.Schub. miêu tả khoa học đầu tiên.